# Mark Kelly (Keyboarder)

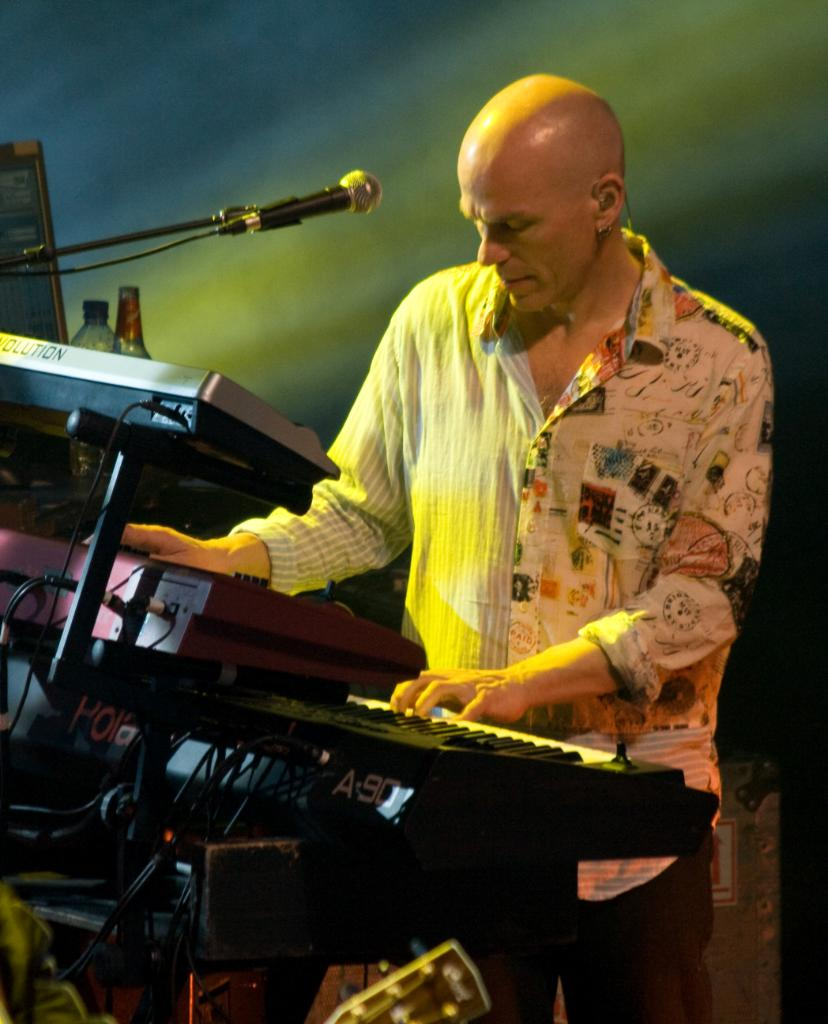
Mark Kelly mit Marillion 2009 in Montreal, Kanada

Mark Colbert Kelly (* 9. April 1961 in Dublin) ist ein irischer Musiker. Er ist der Keyboarder der englischen Neo-Prog-Gruppe Marillion.

## Biografie
Im Alter von sieben Jahren zog Mark Kelly mit seiner Familie von Irland nach Romford in England. Als Jugendlicher interessierte er sich besonders für das Zeichnen und Malen, er war ein Bewunderer von Leonardo da Vinci. Ab seinem 15. Lebensjahr interessierte er sich auch für Musik, besonders begeisterte ihn das Album Journey to the Center of the Earth von Rick Wakeman. Mark besorgte sich eine gebrauchte Hammond-Orgel und versuchte das Album nachzuspielen. Später besuchte er die Kunstschule in Bath mit dem Ziel Comiczeichner zu werden, wandte sich dann aber mehr der Musik zu. Er wurde Mitbegründer der Band Chemical Alice die Space Rock, beeinflusst von Hawkwind und Pink Floyd spielte. Am 11. November 1981 hatte die Gruppe einen Liveauftritt in Chadwell Heath, als Vorgruppe spielte Marillion. Nach dem Konzert sprach Fish, der Sänger der Vorgruppe, Mark Kelly an, ob er Lust hätte bei Marillion zu spielen. Mark Kelly sagte zu und ist seitdem festes Bandmitglied von Marillion.
Im Sommer 2005 spielte er für einige Konzerte auch bei Travis.

## Trivia
Bei einem Travis-Konzert traf Mark Kelly zum ersten Mal sein großes Vorbild, Rick Wakeman. "I met Rick Wakeman a few years ago at a Travis gig. I was backstage, and Rick Wakeman’s son Adam was playing keyboards for Travis, so Rick was there. And I was standing with Adam and Rick, and I told Rick “I’ve been a total fan. You’re the reason I started playing keyboards” and Adam turns to me and says “And you’re the reason I started playing keyboards. I wasn’t playing Dad’s stuff – I was playing your stuff!” That was quite a nice moment."

## Diskografie

### Chemical Alice
- Curiouser and Curiouser (EP) (1981)

### Marillion
- Script for a Jester’s Tear (1983)
- Fugazi (1984)
- Misplaced Childhood (1985)
- Clutching at Straws (1987)
- Seasons End (1989)
- Holidays in Eden (1991)
- Brave (1994)
- Afraid of Sunlight (1995)
- This Strange Engine (1997)
- Radiation (1998)
- Marillion.com (1999)
- Anoraknophobia (2001)
- Marbles (2004)
- Somewhere Else (2007)
- Happiness Is the Road (2008)
- Less Is More (2009)
- Sounds That Can’t Be Made (2012)
- F. E. A. R. (2016)
- An Hour Before It‘s Dark (2022)

### DeeExpus
- King of Number 33 (2012)

### Soloprojekt
- Marathon (2020)